# تل الشجرة الواحدة (مسلسل)
تل الشجرة الواحدة هو مسلسل تم إنتاجه في الولايات المتحدة. بدأ عرضه في سنة 2003. بلغ عدد مواسم المسلسل 9 مواسم، كما بلغ عدد حلقاته 187 حلقة، وتبلغ مدة الحلقة الواحدة 44 دقيقة. تم بث المسلسل لأول مرة بتاريخ 23 سبتمبر 2003 بينما تم بث آخر حلقة منه بتاريخ 4 أبريل 2012.

## بطولة
- تشاد مايكل موراي
- هيلاري بورتون
- بيثاني جوي لينز
- صوفيا بوش
- باربرا ألين وودز
- دانييل هاريس
- شانتيل فانسانتين

## وصلات خارجية
- تل الشجرة الواحدة على موقع IMDb (الإنجليزية)
- تل الشجرة الواحدة على موقع ميتاكريتيك (الإنجليزية)
- تل الشجرة الواحدة على موقع روتن توميتوز (الإنجليزية)
- تل الشجرة الواحدة على موقع أول موفي (الإنجليزية)
- تل الشجرة الواحدة على موقع فيلمافينيتي (الإسبانية)
- تل الشجرة الواحدة على موقع كينوبويسك (الروسية)
- تل الشجرة الواحدة على موقع ألو سيني (الفرنسية)
- تل الشجرة الواحدة على موقع قاعدة بيانات الفيلم (الإنجليزية)